# J. Feyzeau
J. Feyzeau, il cui nome di battesimo è sconosciuto, (fl. XVIII secolo), è stato un clavicembalista francese, attivo nel XVIII secolo intorno all'anno 1764.

## Biografia
Di lui non si conosce altro che è stato a Bordeaux, allievo di Franz Beck al quale dedicò la sua unica raccolta pervenutaci di pezzi per clavicembalo.
Di lui due opere comiche: Lucette e Suzette ou le préjugé vaincu"

## Pezzi per clavicembalo e sonate
1. Sol maggiore : Allegro moderato - Minuetto
2. Fa maggiore : Allegretto - Minuet / Trio en fa mineur
3. Re minore : Andante grazioso - Allegro
4. Mi bemolle maggiore : Allegro - Minuetto en Do Majeur
5. Sol maggiore : Allegretto - Minuetto
6. Do maggiore : Allegro assai - Andante grazioso en ut mineur - Presto assai